# Theridula puebla
Theridula puebla là một loài nhện trong họ Theridiidae.
Loài này thuộc chi Theridula. Theridula puebla được Herbert Walter Levi miêu tả năm 1954.